# Чернышковское городское поселение
Черны́шковское городско́е поселе́ние — муниципальное образование в Чернышковском районе Волгоградской области.
Административный центр поселения — рабочий посёлок Чернышковский.

## История
Чернышковское городское поселение образовано 22 декабря 2004 года в соответствии с Законом Волгоградской области № 976-ОД.

## Население
| 2009  | 2010  | 2012  | 2013  | 2014  | 2015  | 2016  |
| ----- | ----- | ----- | ----- | ----- | ----- | ----- |
| 5438  | ↗6165 | ↘6142 | ↘6085 | ↘5992 | ↘5938 | ↘5880 |
| 2017  | 2018  | 2019  | 2020  | 2021  |       |       |
| ↘5866 | ↘5795 | ↘5717 | ↘5660 | ↘4126 |       |       |

## Состав городского поселения
| № | Населённый пункт | Тип населённого пункта                  | Население |
| - | ---------------- | --------------------------------------- | --------- |
| 1 | Волоцкий         | хутор                                   | 521       |
| 2 | Нижняя Вербовка  | хутор                                   | 147       |
| 3 | Паршино          | железнодорожный разъезд                 | 5         |
| 4 | Чернышковский    | рабочий посёлок, административный центр | ↘3565     |
| 5 | Ярской           | хутор                                   | ↘96       |